# Rodrigo González Alegre
Rodrigo González-Alegre Álvarez (Oviedo, mayo de 1823-1879) fue un político español, diputado a Cortes, senador y alcalde de Toledo.

## Biografía
Nació en Oviedo en 1823, hijo de José González Alegre, diputado a Cortes en varias legislaturas. Estudió en la Universidad de Oviedo y después pasó a Francia. Al regresar a España, contrajo matrimonio y se estableció en Toledo, donde se dedicó al comercio y la banca. En el plano político fue liberal y progresista. Fue regidor síndico y alcalde de Toledo (entre 1859 y 1862), además de diputado en las Cortes de 1854. En 1867 fue detenido en el domicilio y conducido a las prisiones militares de San Francisco y el Saladero, durante el gobierno de Narváez. Participó en la Revolución de Septiembre y fue nombrado presidente de la Junta revolucionaria y gobernador, además de, de nuevo, diputado a Cortes. También ocupó escaño de senador por la provincia de Toledo entre 1871 y 1872. Falleció en 1879.